# Hara Takashi
Hara Takashi  (9 de Fevereiro de 1856 — 4 de Novembro de 1921) foi um político do Japão. Ocupou o lugar de primeiro-ministro do Japão de 9 de outubro de 1916 a 4 de novembro de 1921. Morreu assassinado.

## Carreira
Hara ocupou vários cargos de embaixador antes de subir na hierarquia do Rikken Seiyūkai e ser eleito para a Câmara dos Representantes. Hara atuou como ministro do Interior em vários gabinetes sob Saionji Kinmochi e Yamamoto Gonnohyōe entre 1906 e 1913. Hara foi nomeado primeiro-ministro após os motins do arroz de 1918 e se posicionou como moderado, participando da Conferência de Paz de Paris, fundando a Liga das Nações, e relaxando as políticas opressivas na Coréia japonesa. O cargo de primeiro-ministro de Hara supervisionou a intervenção siberiana e o Movimento 1 de Março. Hara foi assassinado por Nakaoka Kon'ichi em 4 de novembro de 1921.
Hara foi o primeiro plebeu e primeiro cristão nomeado para ser primeiro-ministro do Japão, informalmente conhecido como Hara Kei, e recebeu o apelido de "primeiro-ministro plebeu" (平民宰相, heimin saishō).